# Navolato, Sinaloa
Navolato, Sinaloa là thành phố ở bang Sinaloa, México.
Nó nằm ở phần duyên hải miền Trung của tiểu bang, khu đô thị giáp với Vịnh California.
Đô thị này đã báo cáo 135.681 cư dân trong cuộc điều tra năm 2005, trong khi thành phố này báo cáo 28.676 người. Thành phố nằm cách Culiacán 25 km về phía tây và có thể đi bằng đường bộ. Đô thị này có diện tích 2,285 km2 (882 sq mi) và bao gồm nhiều cộng đồng nhỏ hơn ngoài thành phố Navolato; Lớn nhất trong số này là thị trấn Campo Gobierno, và General Ángel Flores (La Palma).
Tên Navolato đến từ ngôn ngữ Nahuatl bản địa. Người dân ở Navolato sản xuất mía, ngô và các sản phẩm nông nghiệp khác. Các điểm đến du lịch gần đó là Altata, Nuevo Altata và El Tambor.

## Khí hậu
| Dữ liệu khí hậu của Navolato (1951–2010) | Dữ liệu khí hậu của Navolato (1951–2010) | Dữ liệu khí hậu của Navolato (1951–2010) | Dữ liệu khí hậu của Navolato (1951–2010) | Dữ liệu khí hậu của Navolato (1951–2010) | Dữ liệu khí hậu của Navolato (1951–2010) | Dữ liệu khí hậu của Navolato (1951–2010) | Dữ liệu khí hậu của Navolato (1951–2010) | Dữ liệu khí hậu của Navolato (1951–2010) | Dữ liệu khí hậu của Navolato (1951–2010) | Dữ liệu khí hậu của Navolato (1951–2010) | Dữ liệu khí hậu của Navolato (1951–2010) | Dữ liệu khí hậu của Navolato (1951–2010) | Dữ liệu khí hậu của Navolato (1951–2010) |
| Tháng                                    | 1                                        | 2                                        | 3                                        | 4                                        | 5                                        | 6                                        | 7                                        | 8                                        | 9                                        | 10                                       | 11                                       | 12                                       | Năm                                      |
| ---------------------------------------- | ---------------------------------------- | ---------------------------------------- | ---------------------------------------- | ---------------------------------------- | ---------------------------------------- | ---------------------------------------- | ---------------------------------------- | ---------------------------------------- | ---------------------------------------- | ---------------------------------------- | ---------------------------------------- | ---------------------------------------- | ---------------------------------------- |
| Cao kỉ lục °C (°F)                       | 39.5 (103.1)                             | 39.5 (103.1)                             | 37.5 (99.5)                              | 41.5 (106.7)                             | 42.0 (107.6)                             | 43.0 (109.4)                             | 44.0 (111.2)                             | 42.0 (107.6)                             | 43.0 (109.4)                             | 42.0 (107.6)                             | 42.0 (107.6)                             | 37.0 (98.6)                              | 44.0 (111.2)                             |
| Trung bình ngày tối đa °C (°F)           | 27.7 (81.9)                              | 29.2 (84.6)                              | 31.0 (87.8)                              | 33.1 (91.6)                              | 35.6 (96.1)                              | 36.4 (97.5)                              | 36.6 (97.9)                              | 36.4 (97.5)                              | 35.5 (95.9)                              | 35.1 (95.2)                              | 32.6 (90.7)                              | 28.6 (83.5)                              | 33.2 (91.8)                              |
| Trung bình ngày °C (°F)                  | 19.4 (66.9)                              | 20.2 (68.4)                              | 21.6 (70.9)                              | 23.7 (74.7)                              | 26.3 (79.3)                              | 29.1 (84.4)                              | 30.0 (86.0)                              | 30.2 (86.4)                              | 29.6 (85.3)                              | 27.9 (82.2)                              | 24.0 (75.2)                              | 20.0 (68.0)                              | 25.2 (77.4)                              |
| Tối thiểu trung bình ngày °C (°F)        | 11.1 (52.0)                              | 11.1 (52.0)                              | 12.2 (54.0)                              | 14.2 (57.6)                              | 17.0 (62.6)                              | 21.7 (71.1)                              | 23.4 (74.1)                              | 24.0 (75.2)                              | 23.8 (74.8)                              | 20.8 (69.4)                              | 15.3 (59.5)                              | 11.4 (52.5)                              | 17.2 (63.0)                              |
| Thấp kỉ lục °C (°F)                      | 4.0 (39.2)                               | −1.0 (30.2)                              | 7.5 (45.5)                               | 9.0 (48.2)                               | 11.0 (51.8)                              | 10.0 (50.0)                              | 10.0 (50.0)                              | 18.0 (64.4)                              | 16.0 (60.8)                              | 11.0 (51.8)                              | 5.0 (41.0)                               | 5.0 (41.0)                               | −1.0 (30.2)                              |
| Lượng Giáng thủy trung bình mm (inches)  | 22.6 (0.89)                              | 9.2 (0.36)                               | 2.1 (0.08)                               | 1.2 (0.05)                               | 7.4 (0.29)                               | 6.5 (0.26)                               | 71.6 (2.82)                              | 120.8 (4.76)                             | 134.5 (5.30)                             | 76.7 (3.02)                              | 6.5 (0.26)                               | 11.5 (0.45)                              | 470.6 (18.53)                            |
| Số ngày giáng thủy trung bình (≥ 0.1 mm) | 2.0                                      | 1.1                                      | 0.4                                      | 0.2                                      | 0.1                                      | 1.2                                      | 7.4                                      | 9.8                                      | 8.7                                      | 2.9                                      | 1.0                                      | 1.3                                      | 36.1                                     |
| Nguồn: Servicio Meteorologico Nacional   |                                          |                                          |                                          |                                          |                                          |                                          |                                          |                                          |                                          |                                          |                                          |                                          |                                          |